# Dendrotion thylogale
Dendrotion thylogale là một loài chân đều trong họ Dendrotionidae. Loài này được Cohen miêu tả khoa học năm 1998.